# 全印共产党
全印共产党（英語：All India Communist Party，缩写为AICP）是印度历史上的一个共产主义政党。1980年4月，印度共产党内支持印度国民大会党的一派建立该党；同年5月，印度共产党前主席什里帕德·阿姆里特·丹吉加入该党，并任总书记。1989年5月，该党与印度共产党 (森)、旁遮普共产党合并为印度联合共产党。